# Fumiya Kogure
Fumiya Kogure (jap. 木暮 郁哉 Kogure Fumiya; ur. 28 czerwca 1989) – japoński piłkarz występujący na pozycji pomocnika.

## Kariera klubowa
Od 2008 roku występował w klubach Albirex Niigata, Mito HollyHock, Azul Claro Numazu, Albirex Niigata Singapore i Hougang United. W 2018 przeszedł do Geylang International FC.